# Myšice malooká
Myšice malooká (Apodemus uralensis, synonymum Apodemus microps) je malý hlodavec z čeledi myšovitých. Velikostí a zbarvením připomíná myš domácí. Srst má obvykle šedohnědou, zespodu je bělavá. Velmi se podobá myšici křovinné, se kterou bývala dříve zaměňována.
Žije převážně v bezlesé krajině v nížinách a středních polohách východní Evropy a Asie. V Česku se vyskytuje v téměř všech nížinných oblastech jižní Moravy a na Opavsku. V Čechách žije jen v izolované enklávě na Žatecku. Někteří čeští zoologové považují tuto populaci za samostatný poddruh Apodemus uralensis cimrmani.
Myšice malooká vyhledává především zaplevelené meze a stráně, kde si buduje podzemní hnízdo. V létě a na podzim se stěhuje na pole, kde se živí také plevelem, ale i pěstovanými kulturními rostlinami. Zvláště vyhledává pole řepky olejky. Na jaře tvoří významnější část jejího jídelníčku hmyz. Oproti ostatním myšicím, které často šplhají, se pohybuje prakticky jen na zemi a pod ní. Žije v rodinách nebo v malých skupinách. Je převážně nočním zvířetem. V zimě se stejně jako ostatní myši neukládá k zimnímu spánku. Rozmnožuje se několikrát ročně od března do října. Ve vrhu bývá obvykle 5–7 mláďat.

## Taxonomie
Myšice malooká patří do poměrně rozsáhlého rodu myšovitých hlodavců Apodemus. Odborný druhový název „uralensis“ je odvozen od místa, kde byl popsán – pohoří Ural. Co se týče alternativního názvu A. microps, „microps“ odkazuje na malý rozměr obličeje (řecky micros – malý, ops – obličej).

## Popis
Myšice malooká je dlouhá 70–96 mm, starší údaje udávají 75–100 mm. Ocas má vždy kratší než tělo (62–95 mm). Svrchu je šedohnědá až hnědá, zespodu bělavá, přičemž hranice barev na bocích je u dospělých jedinců obvykle poměrně ostrá. Jedná se o nejmenší myšici žijící v Česku, váží 12–22 g. Velikost tlapek činí 17–20,5 mm, uši mají 13–15 mm, lebka má odpředu dozadu (kondylobazálně) asi 21 mm.
Zbarvením i velikostí připomíná myš domácí. Od ní se dá celkem jednoduše odlišit tím, že má dvoubarevný ocas, dole světlejší (myš jej má jednobarevný světlý). Pokožku ocasu jde také – jako u všech myšic – lehce stáhnout: proto se chované myšice nesmí brát za ocas, neboť by jim mohl lehce odpadnout. Samice myšic mají čtyři páry mléčných bradavek oproti pěti u myší. Odborníci odliší lebky obou zvířat podle toho, že myšice malooká nemá na zadní straně špičáků zářez, který se vyskytuje u myší. Posledním rozdílem je absence výraznějšího zápachu, který je naopak pro myši typický.
Jednotlivá pohlaví jde dobře rozeznat, protože samci mají už od mládí dobře viditelná varlata.

### Odlišení od myšice křovinné
Myšice malooká je velmi podobná mladým jedincům myšice křovinné, s nimiž byla původně zaměňována. Od ní se odlišuje především těmito znaky:
- menší oči: průměr 3,5–3,9 mm (oproti 4 mm a více u myšice křovinné)
- menší ušní boltce: výška 12,5–14,5 mm, nejvýše 15 mm (oproti 14,5–18,5 mm)
- kratší zadní nohy: délka 16–20 mm (oproti 19,5–24 mm).

Na hrdle a mezi předníma nohama nemá nikdy žlutou skvrnu, která se někdy vyskytuje u myšice křovinné.
Rozlišení těchto dvou druhů myšic je jedním z nejobtížnějších úkolů při určování českých savců – z výše uvedených znaků je vidět, že většina rozměrů se u obou druhů myšic překrývá.

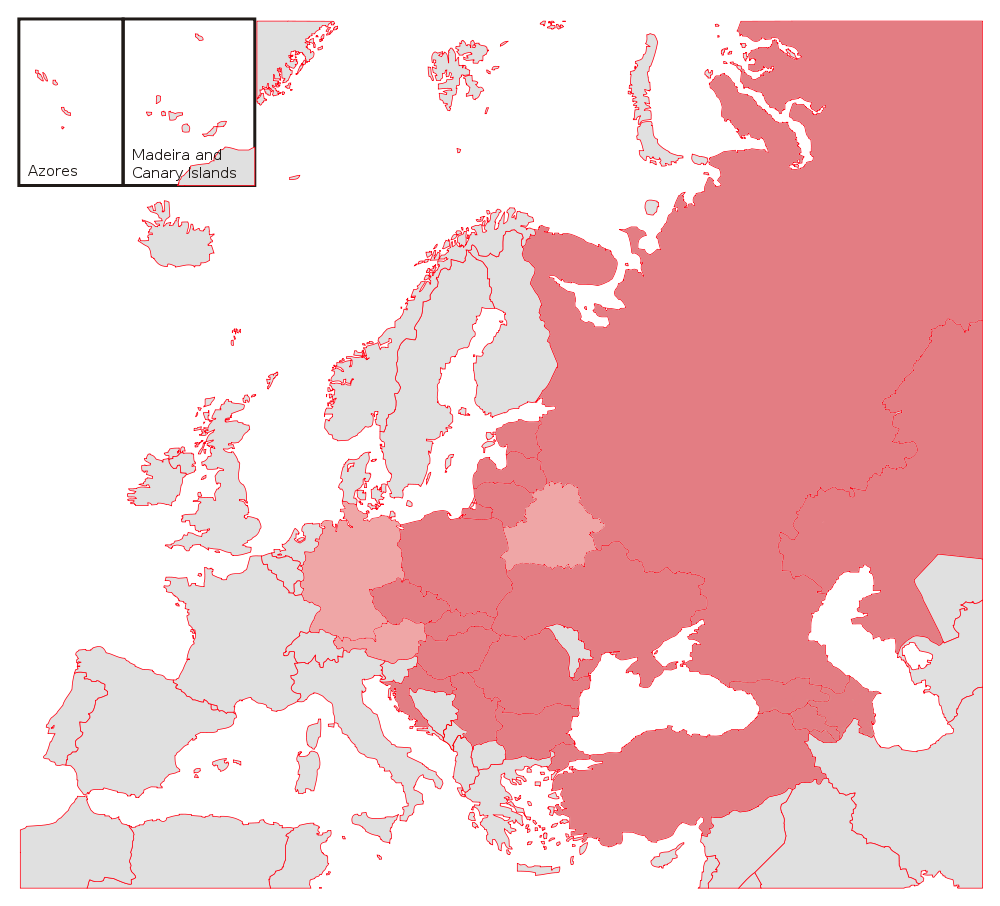
Evropské státy s výskytem myšice malooké

## Rozšíření
Na území bývalého Československa byla tato myšice popsána v roce 1952 jako zcela nový druh – Apodemus microps Kratochvíl et Rosický, 1952. Stalo se tak na základě nálezu na východním Slovensku; brzy poté byla nalezena i na Moravě a ve Slezsku. Teprve později bylo uznáno, že jde o stejný druh, který se vyskytuje východně od našich hranic v jižním Polsku, severozápadní Litvě, téměř celém Lotyšsku, jihovýchodním Estonsku, na Ukrajině, v Maďarsku, na Balkáně a v asijské části Turecka.
V Rusku je typickou oblastí jejího rozšíření jižní Ural, kde byla také poprvé v roce 1811 vědecky popsána. Žije však i jinde na jihu evropské části Ruska. Její rozšíření zřejmě zasahuje i dále až do severozápadní Číny a Mongolska. Česko tvoří nejzápadnější okraj jejího výskytu.
Někteří čeští zoologové však přiřazení myšice malooké žijící v Česku, na Slovensku a v přilehlých zemích k druhu Apodemus uralensis neuznávají a uvádějí ji stále jako Apodemus microps. Prestižní atlas savců Mammal Species of the World však uvádí A. microps jen jako synonymum k A. uralensis.

### Rozšíření v Česku
Myšice malooká se v Česku vyskytuje v nížinách a středních polohách na Moravě a ve Slezsku, především v nížinách jižní Moravy (zde na západě dosahuje až k východní hranici Národního parku Podyjí), podél řeky Moravy až k Olomoucku a na Opavsku. Izolovaná enkláva jejího výskytu se nachází v severozápadních Čechách na Žatecku jižně od Ohře na ploše jen asi 20 × 25 km. Tento žatecký výskyt byl s jistotou zjištěn až v 80. letech 20. století; do té doby byl považován jen za pravděpodobný. Nelze vyloučit, že se tato myšice vyskytuje i jinde v Čechách a je stále zaměňována za myšici křovinnou.
V Česku byla nalezena jen v nadmořských výškách do 400 m, zatímco v jiných státech žije výjimečně i mnohem výše. Např. na Slovensku vystupuje v pohoří Liptovské hole až do 1000–1450 m, i když právě tento výskyt v okolí Tater je pokládán za problematický.
Oproti ostatním myšicím v Česku – zejména myšici lesní a myšici křovinné – jde o méně rozšířený druh, i když zejména v teplejších a sušších oblastech bývá hojnější. Např. v Biosférické rezervaci Jižní Morava (plocha asi 260 km2 zahrnující CHKO Pálava a větší část Lednicko-valtického areálu včetně dolního toku Dyje) bylo při různých výzkumech v rozmezí let 1950–2001 zjištěno 17 lokalit s výskytem myšice malooké. Proti tomu myšice lesní byla zjištěna na 47 lokalitách a myšice křovinná na 45.

#### Historický výskyt
Myšice malooká se v Česku vyskytovala už ve starším holocénu – tedy přibližně před 12 000 lety. Bylo to zjištěno zkoumáním fosilních pozůstatků myšic rodu Apodemus, konkrétně jejich zubů. Myšice malooká byla v té době rozšířena na mnohem větším území, než na jakém se vyskytuje v současnosti. Odtud byla zřejmě vytlačována myšicí křovinnou, takže její izolovaná populace na Žatecku je pravděpodobně reliktem jejího výskytu z období holocénu.

#### Endemický poddruh
Myšice malooké vyskytující se v severozápadních Čechách byly v roce 2002 popsány jako samostatný poddruh – Apodemus uralensis cimrmani Vohralík, 2002. Autor popisu – zoolog Vladimír Vohralík – jej pojmenoval podle fiktivního českého velikána Járy Cimrmana.
Poddruh byl popsán na základě studia sovích vývržků (chuchvalců nestravitelných částí potravy – především kostí a srsti – které sovy vyvrhnou z žaludku po strávení kořisti). Ty byly intenzivně sbírány dříve (v letech 1974–1981) za účelem přesnějšího zjištění soví potravy. Dodatečně pak byly použity k určení nového poddruhu, přičemž se analyzoval jeden lebeční a tři zubní rozměry.
Dalším náznakem, že jde o samostatný poddruh, bylo studium počtu ocasních obratlů u jednotlivých populací těchto myšic. U myšic z Žatecka byl zjištěn průměrný počet 29 obratlů, u myšic z Moravy a Slovenska 30 a u zvířat z Turecka 31 obratlů. Hodnoty počtů obratlů se však u jednotlivých lokalit významně překrývají (např. u žateckých myšic i u myšic z Moravy a Slovenska se počet obratlů pohyboval vždy v rozmezí 28–31), takže nemůže jít o údaj použitelný k určení poddruhu.
Apodemus uralensis cimrmani je český endemit – tento poddruh se tedy nevyskytuje nikde jinde na světě. Navíc jde o jediný český endemit mezi obratlovci. Mezi českými mammalogy (zoology zabývajícími se savci) však nepanuje shoda v tom, zda jde skutečně o poddruh.

## Prostředí
Myšice malooká je stepní druh – žije v krajině mimo les, v níž v průběhu roku vystřídá 2 odlišné typy stanovišť. V zimě a na jaře vyhledává meze a zarostlé stráně, především tam, kde je hodně plevelů. Po vzestupu teplot se přestěhuje na pole za potravou, kde žije až do podzimu obvykle i po sklizení úrody.
V Česku vyhledává pole řepky olejky, kde se především v době dozrávání řepky živí jejími semeny, protože ta obsahují 44–47 % vysoce kalorického oleje. Myšice malooká na těchto polích zůstává i po sklizni a živí se zde plevelem a tzv. výdrolem (vydrolenými semeny řepky, která před sklizní nebo během ní zapadla do půdy a začala zde klíčit a růst). Podle studie z Jižní Moravy je myšice malooká v období před a po sklizni dominantním myšovitým savcem na řepkových polích (v období do květu řepky a pak později na podzim zde převažuje hraboš polní).
Lze ji nalézt i v řídkých listnatých lesících (zde především na pasekách) nebo na zarostlých březích potoků a řek. Na Slovensku byla zjištěna např. v okolí Košských mokřadů. Ty se rozkládají u obce Koš na jih od Prievidzy a vznikly propadem a částečným zaplavením území po skončené těžbě uhlí.
Lesíky a vodní břehy však nejsou typická stanoviště myšice malooké; pokud se sem dostane, je odtud vytlačována jinými druhy myšic. To bylo zjištěno studií na východním Slovensku, kde ji z prostředí větrolamů vytlačovala myšice temnopásá.

## Způsob života

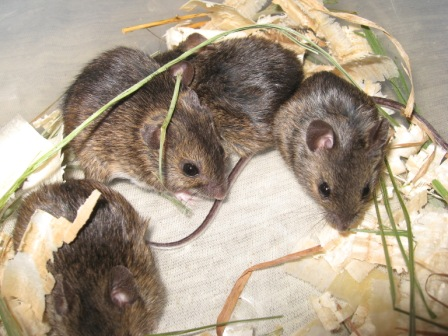
Skupina myšic malookých odchycených na jižní Moravě

Pohybuje se prakticky pouze po zemi, oproti ostatním myšicím – zejména myšici lesní – šplhá velmi málo. Je aktivní především v noci, jinak se zdržuje ve vyhrabaných norách. V nich zřejmě tráví větší část života, na což ukazují i relativně malé oči a uši i kratší smyslové chlupy na čenichu. V zimě se neukládá k zimnímu spánku – využívá zásob, které si před zimou nanesla do podzemních komor.
Myšice malooká je společenské zvíře – žije v rodinách nebo v malých skupinách. Celkově žije podobně jako myšice křovinná.
Jako většina ostatních myšovitých hlodavců této velikosti se dožívá věku 2–3 let.

### Potrava
I když část roku žije na polích, její potravu tvoří z 80 % semena plevelných a jiných rostlin. Jen v malé míře požírá zelené části rostlin. V zimě tvoří podstatnou část její potravy podzemní části rostlin: kořínky, hlízy a oddenky. Nepohrdne však hmyzem, který tvoří kolem 10 % jejího jídelníčku – především na jaře, kdy na polích ještě nenachází dostatek vhodné potravy.
V období před a po sklizni vyhledává především pole řepky olejky. Dosud nebylo vyhodnoceno, zda na těchto polích působí větší škody. Na jednu stranu se živí především semeny plevelných rostlin. Na druhou stranu byla pozorována, že v těchto případech výjimečně šplhá po řepce a ukusuje celé šešule se semeny, přičemž si vybírá ty nejzralejší. Semena si schovává do svých nor.
Obilná pole navštěvuje méně. Pokud se však na nich vyskytne, dává absolutní přednost pšenici před ječmenem (v laboratorních výzkumech preferovala pšenici ve 100 % případů, zatímco myšice křovinná jen v 87 % a hraboš polní v 60 % případů). I zde vylézá myšice malooká na stébla a vykusuje jen klasy. Tím se odlišuje od myšice křovinné, která po stéble jen povyleze a pokácí jej. Obě myšice pak na zemi klas rozeberou a zrno buď vykoušou, nebo si jej odnesou do nor.

### Rozmnožování
Rozmnožuje se několikrát ročně od začátku jara do poloviny podzimu; nejvíce se mláďata rodí na přelomu jara a léta. Samice jsou březí přibližně 23 dnů. Ve vrhu je průměrně 6,4 mláďat; byly zjištěny vrhy od 2 do 10 mláďat. Samci produkují z pachové žlázy sekret; starší samci mívají tyto žlázy vyvinutější.

## Chov v zoo
V zoologických zahradách se tyto myšice běžně nevyskytují. Z českých zoo ji podle údajů z roku 2010 i 2023 chová Zoo Plzeň.